# 178 км (платформа)
Платформа 178 км — пасажирський залізничний зупинний пункт Дніпровської дирекції Придніпровської залізниці на електрифікованій лінії Запоріжжя-Кам'янське — Нижньодніпровськ-Вузол між зупинним пунктом Платформа 175 км (3 км) та станцією Діївка (1 км). Розташований у західній частині Новокодацькому районі міста Дніпро (житловий масив Таромське), за 11 км від станції Дніпро-Головний.

## Пасажирське сполучення
На платформі 178 км зупиняються приміські електропоїзди західного напрямку станції Дніпро-Головний.